# Estrella variable BY Draconis
Las variables BY Draconis son estrellas variables de la secuencia principal de tipos espectrales tardíos, normalmente G, K o M. Muestran variaciones en su luminosidad asociadas a la rotación estelar, debido a la existencia de manchas en su superficie y otro tipo de actividad cromosférica. Las fluctuaciones en el brillo van desde una centésimas a 0,5 magnitudes, con ciclos equivalentes al período de rotación —desde menos de un día a varios meses—. Algunas de estas estrellas sufren erupciones o llamaradas, por lo que además son estrellas fulgurantes.
El prototipo de esta clase de variables es BY Draconis. En la tabla siguiente se recogen algunas estrellas catalogadas dentro de este grupo.
| Nombre             | Magnitud aparente máxima | Amplitud de la variación (magnitudes) | Período (días) |
| ------------------ | ------------------------ | ------------------------------------- | -------------- |
| Épsilon Hydrae     | 3,35                     | 0,04                                  |                |
| Épsilon Eridani    | 3,73                     | 0,05                                  |                |
| Xi Bootis A        | 4,70                     | 0,15                                  | 10,14          |
| MQ Serpentis       | 4,99                     | 0,12                                  |                |
| 61 Cygni A         | 5,19                     | 0,08                                  |                |
| 12 Ophiuchi        | 5,76                     | 0,04                                  |                |
| OP Andromedae      | 5,92                     | 0,09                                  |                |
| HN Pegasi          | 5,92                     | 0,03                                  | 24,9           |
| LW Comae Berenices | 6,31                     | 0,01                                  | 15,8           |
| TW Piscis Austrini | 6,44                     | 0,07                                  | 10,30          |